# Nevill Mott
Pour les articles homonymes, voir Mott.
Sir Nevill Francis Mott (30 septembre 1905, Leeds, Angleterre - 8 août 1996, Milton Keynes, Angleterre) est un physicien britannique. Il est colauréat avec Philip Warren Anderson et John Hasbrouck van Vleck du prix Nobel de physique de 1977.

## Biographie
Il naît à Leeds. C'est sa mère, qui avait été étudiante en mathématiques à Cambridge qui l'éduque. À dix ans, il entre au collège à Bristol, puis au St John's College de l'Université de Cambridge.
En 1929, Mott enseigne à l'université de Manchester, il retourne à Cambridge l'année suivante au Gonville and Caius College. En 1933, il devient professeur Melville Wills de physique théorique à l'université de Bristol. En 1936, il est élu membre de la Royal Society.
En 1948, toujours à Bristol, il prend la direction du laboratoire Henry Herbert Wills de physique, poste qu'il détient jusqu'en 1971.
Il est fait Chevalier en 1961 et membre de l'Ordre des compagnons d'honneur (CH) en 1995.
Il est marié avec Ruth Eleanor Horder (1906-2000) et ont deux enfants. Mott meurt en 1996 à Milton Keynes et son épouse quatre ans plus tard.

## Recherches
Mott travaille sur la théorie des effets de la lumière sur les émulsions photographiques et sur la transition de certains matériaux d'un état métallique à un état non métallique (transition de Mott).
Il partage le prix Nobel de physique de 1977 avec Philip Warren Anderson et John Hasbrouck van Vleck, qui ont travaillé indépendamment, « pour leurs recherches théoriques fondamentales sur la structure électronique des systèmes magnétiques et désordonnés ».

## Distinctions
- Knight Bachelor